# Audi Avus quattro
In 1991 presenteerde Audi op de Tokyo Motor Show de Avus Quattro conceptcar. Typerend was de carrosserie van de supersportauto, die van glanzend aluminium was vervaardigd.
In de conceptcar lag een dummymotor van hout en plastic. Deze moest een W12 motor voorstellen.
De Audi Avus Quattro staat nu in het Audi museum in Ingolstadt, Duitsland

## Doorontwikkeling
In 1994 kwam de Audi A8 op de markt. De allereerste productie Audi met een carrosserie volledig vervaardigd uit aluminium. In 2000 was de A8 tevens het eerste model met een 6 liter W12 motor.
De eerste echte supersportwagen vervaardigd door Audi is de Audi R8, deze is naar keuze leverbaar met een V8 of een V10.